# Європейський центральний банк
Європе́йський центра́льний банк (ЄЦБ) — центральний банк Єврозони, зони де в обігу перебуває валюта Євро. Є головним елементом Європейської системи центральних банків (ЄСЦБ), який, як юридична особа, виконує основні функції, радить національним державам та наддержавним органам щодо господарчої оцінки, ухвали законів та інших правових норм Європейського Союзу, а також висловлює свою думку щодо грошової та цінової політики відповідним органам. Штаб-квартира ЄЦБ знаходиться у Франкфурті, Німеччина.

## Діяльність
Діяльність ЄЦБ ґрунтується на засаді незалежних від національних держав та наддержавних органів ухвал, що передбачає передусім брак примусу в покриванні їхніх внутрішніх і зовнішніх боргів.
ЄЦБ є офіційною установою ЄС в центрі Євросистеми і Єдиного Контрольного Механізму (Single Supervisory Mechanism). Більше 2500 співробітників з усієї Європи працюють в ЄЦБ у Франкфурті-на-Майні, в Німеччині. Вони виконують цілий ряд завдань, в тісній співпраці з національними центральними банками в рамках Євросистеми і банківського контролю, з національними наглядовими органами в рамках Єдиного Контрольного Механізму.
Найвищий орган ЄЦБ — Управлінська рада, до якої входять члени правління ЄЦБ та керівники центральних банків країн-учасниць. Ухвали потребують простої більшості голосів, кожний член управлінської ради має лише один голос.
Правління ЄЦБ очолює президент, якому підпорядковується віце-президент та чотири заступники. Їхні призначення узгоджують з головами держав та урядів країн-учасниць. Ухвали правління також потребують простої більшості голосів. Головне завдання правління ЄЦБ — справджування вказівок та ухвал Управлінської ради, що передбачає залучення до їхнього виконання центральних банків країн ЄС.

## Завдання
Євросистема складається з ЄЦБ і національних центральних банків країн Єврозони та здійснює цілий ряд завдань з підтримки стабільності цін.
Основною метою є підтримка стабільності цін, тобто захист обмінного курсу євро. Стабільність цін має важливе значення для досягнення двох цілей: економічного зростання і створення робочих місць, і вона є найважливішим внеском, який грошово-кредитна політика може зробити в цій галузі.
Європейський центральний банк і національні центральні банки разом утворюють Євросистему, центральну банківську систему Єврозони.
Євросистема несе відповідальність за:
- Визначення і здійснення грошово-кредитної політики;
- Проведення валютних операцій;
- Утримання та управління валютними резервами єврозони;
- Сприяння безперебійної роботи платіжних систем.

ЄЦБ виконує конкретні завдання у сфері банківського нагляду, банкнот, статистики, макропруденційної політики і фінансової стабільності, а також міжнародного та європейського співробітництва.

## Штаб-квартира
Банк знаходиться у найбільшому фінансовому центрі Єврозони у східному кінці Франкфурта. Його розташування було затверджено Амстердамським договором. Банк переїхав до нової спеціально побудованої штаб-квартири в 2014 році, яка була створена Віденським архітектурним бюро під назвою Coop Himmelbau. До складу ЦЄБ входять приміщення колишнього оптового залу ринку(Großmarkthalle), побудованого у 1926—1928 і повністю відремонтованого для своєї нової мети. В результаті було створено новий 185/165 м близнюк-хмарочос і новий малоповерховий будинок для з'єднання цих двох будівель. Північна вежа має 45 поверхів і висоту даху 185 м (607 футів), в той час як південна вежа має 43 поверхів і висоту даху 165 м (541 футів). Основне будівництво розпочалося у жовтні 2008 року. Банк був офіційно відкритий 18 березня 2015. Очікується, що будівля стане архітектурним символом для Європи.